# John Doc Wilson
John „Doc“ Wilson (* 9. Juli 1926 in Waynesburg (Pennsylvania); † 13. Mai 2023) war ein US-amerikanischer Jazzmusiker (Trompete, Arrangement, Komposition).

## Leben und Wirken
Wilson begann im Alter von zwölf Jahren Trompete zu spielen und hatte Unterricht bei Chauncey K. Libely, der später Arrangeur beim Sender WDTV (heute KDKA) wurde. Libely unterrichtete John in klassischer Trompete und machte ihn mit interessanten Harmonien am Klavier bekannt, was sein Interesse am Arrangieren weckte. Nach dem Abschluss der High School im Alter von 16 Jahren trat er dem Dick Stabile Orchestra bei, bis er zwei Jahre später, 1944, zum Militärdienst einberufen wurde. Während dieser Zeit brachte er sich selbst das Jazz-Arrangieren bei, indem er den anderen Instrumenten der Band zuhörte und die gängigen Arrangements der damaligen Zeit studierte. Schließlich wurde Wilson in die Dritte Armee von General Patton eingezogen, wo er Henry Mancini traf, der ihm einige Harmonien am Klavier zeigte, die er später in seinen Arrangements verwenden sollte. Er kam mit den US-Truppen nach Japan und dirigierte dort über ein Jahr lang eine Armeekapelle, für die er auch arrangierte. Nach Kriegsende wurde er in das Musikprogramm der New York University aufgenommen, wo er schließlich seinen Bachelor-, Master- und Doktorgrad erwarb.
Während seines Aufenthalts in New York trat Wilson auf, machte Aufnahmen und schrieb für Sauter-Finegan, Benny Goodman, Pete Rugolo, Neal Hefti, Claude Thornhill, Elliot Lawrence, Phil Woods, Gerry Mulligan, Bob Brookmeyer, Lee Konitz, Jimmy Raney und viele andere. Er studierte Harmonielehre und Komposition bei Lennie Tristano zusammen mit Warne Marsh und anderen. In den 1950er- und 1960er-Jahren wurde er zu einem der gefragtesten Arrangeure und Trompeter dieser Zeit. Als sich die Performance-Szene in New York Ende der 1960er-Jahre zu verändern begann, promovierte Wilson 1970 in Pädagogik an der New York University. 1972 wurde er bei der Duquesne University angestellt, wo er die nächsten 26 Jahre damit verbrachte, eines der wichtigsten Jazz-Studienprogramme des Landes zu entwickeln, das hunderte von Musikern durchlaufen haben. Während seiner Amtszeit an der Duquesne University schrieb er eine Reihe von Arrangements für das Schuljazzensemble, leitete seine eigenen Ensembles unterschiedlicher Größe in der gesamten Region, wirkte als Musiker an Aufnahmen für unzählige Musiker mit und wirkte als Mentor für den Nachwuchs. 2009 legte er mit Mike Tomaro, dem späteren Direktor für Jazzstudien an der Duquesne University, ein Buch vor, das zu einem maßgeblichen Arrangierlehrbuch geworden ist: Instrumental Jazz Arranging: A Comprehensive and Practical Guide.
In seinen späteren Jahren schrieb Wilson Arrangements und war als Trompeter Teil von MCG Jazz, einem Veranstaltungsort für Jazzmusik in Pittsburgh. Er schrieb des Weiteren Arrangements für Nancy Wilsons mit dem Grammy Award ausgezeichneten Album und Dutzende anderer Projekte für Künstler wie Herbie Mann, Tony Williams, John Scofield, Joe Negri und andere. 2008 wurde er als MCG Jazz Pittsburgh Jazz Legend ausgezeichnet. Im Bereich des Jazz war er laut Tom Lord zwischen 1945 und 2021 an 15 Aufnahmesessions beteiligt, bei  Buddy Johnson, Benny Goodman, Jimmy Raney, Pete Rugolo, Phil Sunkel (Jazz Concerto Grosso), Willis Jackson. Zuletzt lebte er in Murrysville, Pennsylvania.